# Eurytoma abnormiclava
Eurytoma abnormiclava is een vliesvleugelig insect uit de familie Eurytomidae. De wetenschappelijke naam is voor het eerst geldig gepubliceerd in 1915 door Girault.